# Branislav Petronijević
Branislav Petronijević (în sârbă Бранислав Петронијевић; n. 25 martie/6 aprilie 1875, Ub, Districtul Kolubara, Serbia – d. 4 martie 1954) a fost un filozof, matematician și paleontolog sârb și iugoslav, doctor în filozofie (1898), profesor la Universitatea din Belgrad (1903) și membru al Academiei Sârbe de Științe și Arte (din 1920). A fost una dintre figurile proeminente ale filozofiei iugoslave, iar numele său figurează în lista „100 cei mai faimoși sârbi”.

## Biografie
Fiul unui teolog, și-a început educația la gimnaziile din Valjevo și Belgrad, absolvind ulterior Școala Superioară din Belgrad. În 1894, s-a înscris la Facultatea de Medicină a Universității din Viena, unde a devenit membru al Societății Filozofice a universității și a audiat prelegerile lui Ludwig Boltzmann.
După trei ani s-a transferat la Universitatea din Leipzig, unde a studiat filozofia sub îndrumarea lui Johannes Volkelt⁠(d), Wilhelm Ostwald și Ernst Mach. În 1898, și-a susținut teza de doctorat Der Satz vom Grunde („Principiul rațiunii”).
A publicat studii în domeniul psihologiei experimentale și a dezvoltat un sistem filozofic original, abordând metafizica, teoria cunoașterii și filozofia naturii. A formulat o teorie metafizică denumită „monopluralism”, comparabilă cu teoriile lui Spinoza, Leibniz și George Berkeley, pe care a corelat-o cu propria sa versiune de „geometrie discretă”, teoria „empiriorationalistă” a cunoașterii și filozofia evoluționistă a naturii.
A scris predominant în germană și franceză, iar opera sa cuprinde lucrări fundamentale precum Principiile metafizicii (două volume), Istoria filozofiei moderne, Evoluția universală, Articole și studii (patru volume), Psihologie empirică și Despre valoarea vieții (lucrare publicată postum, ce include și o autobiografie).
În domeniul matematicii, a contribuit la teoria geometriilor neeuclidiene, analiza problemei infinitului spațial, problema celor trei corpuri, studiul coeficienților diferențiali și aplicarea inducției matematice. În psihologie, a dezvoltat o teorie asupra percepției transparenței și a profunzimii, precum și despre observarea culorilor complexe.
Din februarie 1906 a fost membru corespondent al Academiei Regale Sârbe de Științe și Arte.

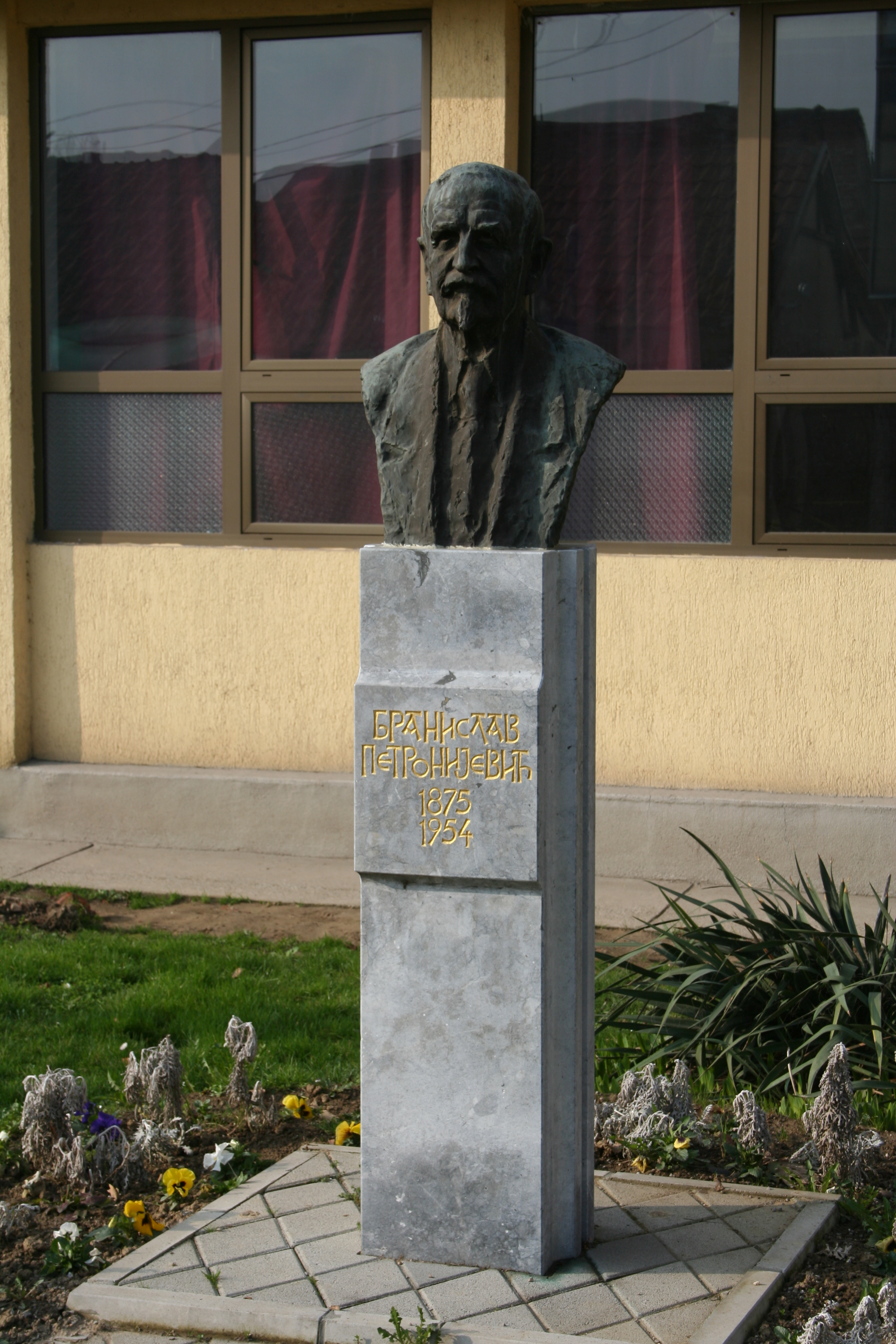
Bustul lui Branislav Petronijević din Ub

În timpul Primului Război Mondial a fost corespondent de război, documentând evenimentele pe front. După încheierea conflictului, și-a reluat activitatea academică la Universitatea din Belgrad și a ocupat funcția de secretar al Academiei Regale Sârbe între 1932 și 1933. În 1938, a fondat Societatea Filozofică Sârbă.
A fost nominalizat la Premiul Nobel pentru Literatură în 1941 și 1947.

## Lucrări (selecție)
- Spiritism, Belgrad, 1900, 74 p.
- Friedrich Nietzsche, Novi Sad, 1902, 99 p.
- Despre libertatea voinței, responsabilitatea morală și penală, Belgrad, 1906, 178+1 p.
- Eduard Hartmann. Viața și filozofia sa, Belgrad, 1907, 43 p.
- Filozofia în „Gorski Vijenac”, Novi Sad, 1908, 60 p.
- Bazele psihologiei empirice, Belgrad, 1910, 318 p.
- Articole și studii, vol. I-III, Belgrad, 1913-1922.
- Schopenhauer, Nietzsche și Spencer, Belgrad, 1922, 316 p.
- Istoria filozofiei moderne, vol. I: De la Renaștere la Kant, Belgrad, 1922, 389 p.
- Bazele psihologiei empirice, ediția a II-a, vol. I-III, Belgrad, 1923-1926, 12+172 p.
- Bazele teoriei cunoașterii, Belgrad, 1923, 187 p.
- Hegel și Hartmann, Belgrad, 1924, 151 p.
- Articole și studii. Seria nouă, Belgrad, 1932.
- Principiile metafizicii, vol. I-II, Belgrad, 1998.